# Kobilu (Elva)
Pour l’article homonyme, voir Kobilu.
Kobilu est une localité située dans la commune d’Elva, en Estonie.